# Миронов, Александр Ильич
Александр Ильич Миронов (1921—2009) — полковник Советской Армии, участник Великой Отечественной войны, Герой Советского Союза (1945).

## Биография
Александр Миронов родился 7 сентября 1921 года в селе Хрущово (ныне — Ленинский район Тульской области).
После окончания восьми классов школы и школы фабрично-заводского ученичества работал токарем-инструктором на оружейном заводе в Туле.
В декабре 1940 года Миронов был призван на службу в Рабоче-крестьянскую Красную Армию. В декабре 1941 года ускоренным курсом окончил Таганрогскую военную авиационную школу пилотов. С января 1943 года — на фронтах Великой Отечественной войны.
К сентябрю 1944 года старший лейтенант Александр Миронов был заместителем командира эскадрильи 826-го штурмового авиаполка 335-й штурмовой авиадивизии 3-й воздушной армии 1-го Прибалтийского фронта. К тому времени он совершил 97 боевых вылетов на штурмовку и бомбардировку скоплений боевой техники и живой силы противника, нанеся ему большие потери. За время войны его самолёт семь раз был подбит, сам Миронов два раза был вынужден выпрыгивать с парашютом и два раза приземляться на оккупированной территории.
Указом Президиума Верховного Совета СССР от 23 февраля 1945 года за «образцовое выполнение боевого задания командования в борьбе с немецкими захватчиками и проявленные при этом мужество и героизм» старший лейтенант Александр Миронов был удостоен высокого звания Героя Советского Союза с вручением ордена Ленина и медали «Золотая Звезда» за номером 4172.
После окончания войны Миронов продолжил службу в Советской Армии. В 1949 году он окончил Высшие лётно-тактические курсы усовершенствования командного состава, в 1952 году — Военно-воздушную академию. В мае 1973 года в звании полковника Миронов был уволен в запас.
Проживал и работал в Красногорске. Скончался 15 декабря 2009 года, похоронен на Красногорском кладбище.

## Награды
- Был также награждён тремя орденами Красного Знамени, орденом Александра Невского, двумя орденами Отечественной войны 1-й степени, орденом Красной Звезды и рядом медалей[1].
- Почётный гражданин Красногорского района.